# Embraer Phenom 100
De Embraer Phenom 100 is een privéjet uit de Embraer Phenom-series en tevens de kleinste.
Opvallend is dat dit vliegtuig in tegenstelling tot de verlengde Phenom 300 geen winglets heeft.
Zijn concurrent is de Cessna Citation Mustang, al is deze iets kleiner.